# Меняйлово
Меняйлово — село в Алексеевском районе (городском округе, с 2018) Белгородской области, центр Меняйловского сельского поселения.

## Описание
Расположено в восточной части области, в 12 км к юго-востоку от районного центра, города Алексеевки. 
| 1859 | 2002 | 2010 |
| ---- | ---- | ---- |
| 429  | ↗475 | ↘424 |

Улицы и переулки
| - ул. Лесная - ул. Пушкарская - ул. Садовая - ул. Солнечная - ул. Сосновая - ул. Центральная - ул. Широкая - ул. Южная | - Сосновый пер. - Широкий пер. |

## История
Хутор «Миняйлов» был основан во второй половине XVIII века. По документам 5-й ревизии (1795 г.) в х. Миняйлове Алексеевской вотчины графа Н.П. Шереметева - «63 души мужск. пола».
В 1859 году - Бирюченского уезда «хутор владельческий Миняйлов при Шередекином урочище» «по правую сторону большого почтового тракта от г. Бирюча до г. Острогожска» - 52 двора, 429 жителей (213 муж., 216 жен.). 
В 1862 г. в Меняйлове построили на каменном фундаменте деревянный молитвенный дом и хутор стал слободой. 
Упоминается в Памятной книжке Воронежской губернии за 1887 год как "слобода Мѣняйлова" Щербаковской волости Бирюченского уезда. Число жителей обоего пола — 405, число дворов — 62.

## Образование
В селе действует Муниципальное бюджетное общеобразовательное учреждение «Меняйловская основная общеобразовательная школа».

### Памятники и мемориалы
Братская могила советских воинов, погибших в боях с фашистскими захватчиками в 1943 году.